# Schwetschkeopsis robustula
Schwetschkeopsis robustula là một loài Rêu trong họ Fabroniaceae. Loài này được (Broth.) Ando miêu tả khoa học đầu tiên năm 1961.